# Castell de Puig-alder
El Castell de Puig-alder és un edifici del municipi de les Planes d'Hostoles declarat bé cultural d'interès nacional.

## Descripció

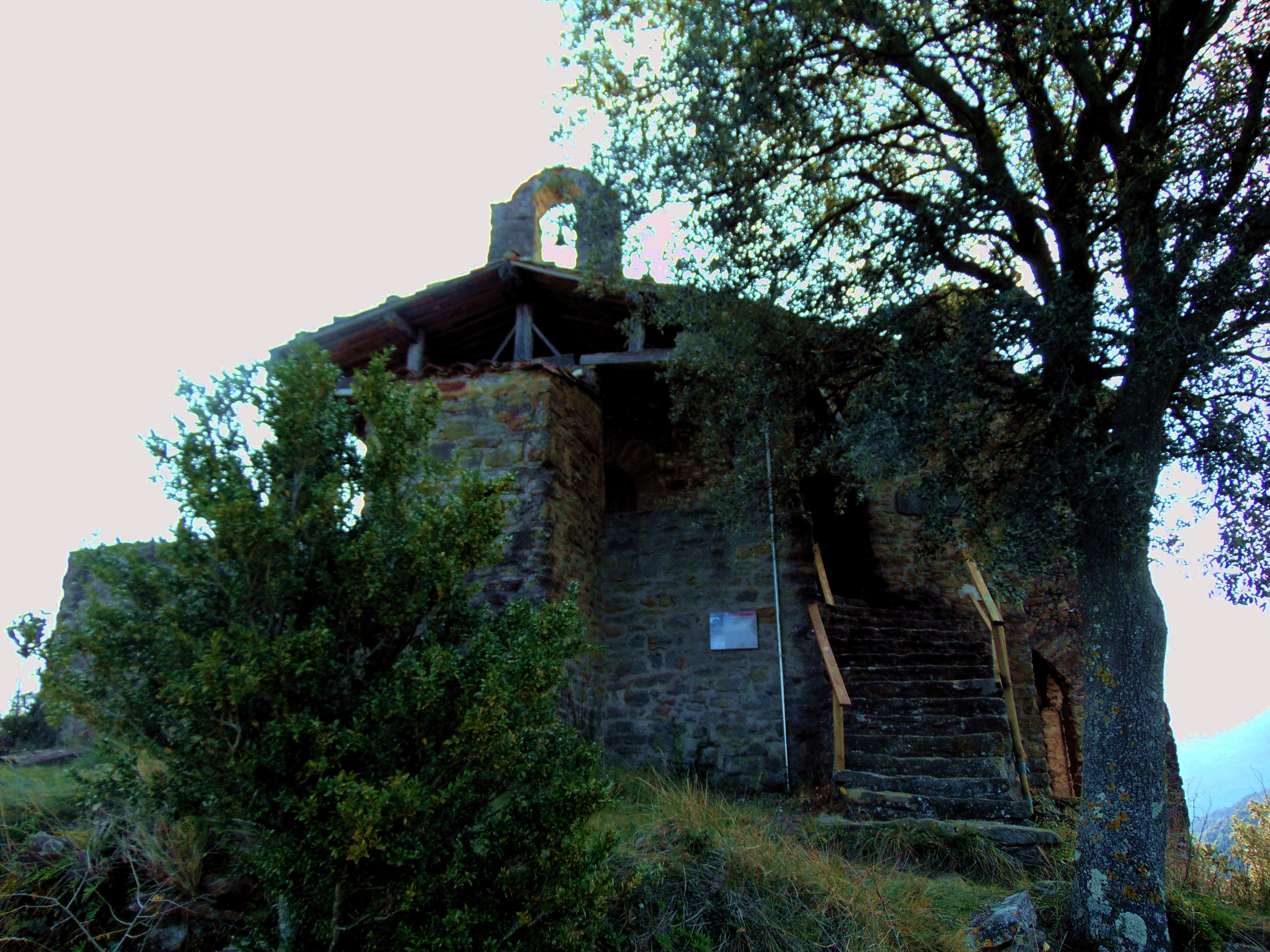
Església de Sant Salvador on estava el castell

Per arribar al castell de Puig-alder, s'ha d'anar fins al vilatge de Cogolls, i agafar el camí que hi puja. El topònim del castell de Puig-alder -Aderer, Pugadder o Podio Alderio- remet al seu emplaçament, dalt d'un turó, des del qual s'albira tota la contrada. Juntament amb el castell de'Hostoles i el de Colltort, formava part de la línia defensiva que separava els bisbats de Vic i Girona. El castell fou destruït a causa dels terratrèmols, i actualment només hi ha restes de murs a la muntanya de Sant Salvador. L'únic testimoni de la seva existència és l'església de San Salvador, vestigi del que havia estat l'antiga capella del castell, però no queda res de l'edifici romànic datat del segle xii, ja que la construcció que hi ha actualment és una reconstrucció d'època recent.

## Història
El castell de Puig-alder apareix documentat per primera vegada l'any 1021, en el testament del comte Bernat Tallaferro de Besalú que deixava aquest castell i el d'Hostoles, amb el qual va tenir molta connexió per la seva proximitat, al seu fill Guillem. L'església de San Salvador, antiga capella del castell, apareix documentada l'any 1184. Mir d'Hostoles deixà en el seu testament, de l'any 1212, els castells d'Hostoles, de Puig-alder i Rocacorba a la seva filla Dolça. Més tard, el castell passà a ser propietat de la casa de Palafolls.
Durant la rebel·lió de la noblesa catalana contra el rei Jaume I l'any 1259, Ramon de Palafolls va perdre el castell en benefici de Guillem de Castellnou. En els anys següents, la propietat d'aquest castell, i el d'Hostoles, va passar per diverses mans fins que acabà en poder de la corona.
A causa dels terratrèmols no es conserva res del castell.